# Обикновена диня
Обикновената диня (Citrullus lanatus) е наименованието на вид тиквови растения, както и на техните плодове. Според възприетата класификация на земеделските култури е плодов зеленчук. Плодът на динята е ягодовиден и има гладка кора (зелена или жълта) и сочна, сладка, обикновено червена вътрешност. Смята се, че произлиза от Южна Африка, където видът има най-голямо генетично разнообразие. Кореновата система достига до 2 m дълбочина и 3 m диаметър. Стъблото е стелещо се, с 3 – 4 скелетни разклонения, които са овласени.